# ハヤブサ
ハヤブサ（隼、鶻、鸇、Falco peregrinus）は、ハヤブサ科ハヤブサ属に分類される鳥類である。
種小名peregrinusは「外来の、放浪する」の意味である。和名の由来は、飛行速度の速さから「速飛翼（はやとびつばさ）、速翼（はやつばさ）」が転じて「はやぶさ」になったとされる。
急降下時の最高速度は時速300キロメートル以上にも達し、世界最速の動物の一つとして知られるためオートバイの車種名のように｢速さの象徴｣とされることもある。

## 分布
地球上の南極大陸を除く地域に分布する。英名「Peregrine Falcon」は「放浪者」という意味も持ち、砂漠からツンドラ地帯、大都市まで幅広く生息する。
- F. p. furuitii　シマハヤブサ

日本（北硫黄島〈絶滅？〉）
寒冷地に分布する個体群は、冬季になると温帯域や熱帯域へ移動し越冬する。日本では亜種ハヤブサが周年生息（留鳥）し、冬季に亜種オオハヤブサが越冬のため稀に飛来する（冬鳥）。

## 形態
メスの方が大型になり、全長はオス38 - 45センチメートル、メス46 - 51センチメートル程度である。翼開張時は84 - 120センチメートル。体重0.5 - 1.3キログラム。頭部の羽衣は黒い。頬に黒い髭状の斑紋が入る。体上面や翼上面の羽衣は青みがかった黒。喉から体下面の羽衣は白く、胸部から体側面にかけて黒褐色の横縞が入る。
眼瞼は黄色く、虹彩は暗褐色。嘴の色彩は黒く、基部は青灰色。嘴基部を覆う肉質（蝋膜）は黄色。

## 分類
ハヤブサは19亜種に分けられる。

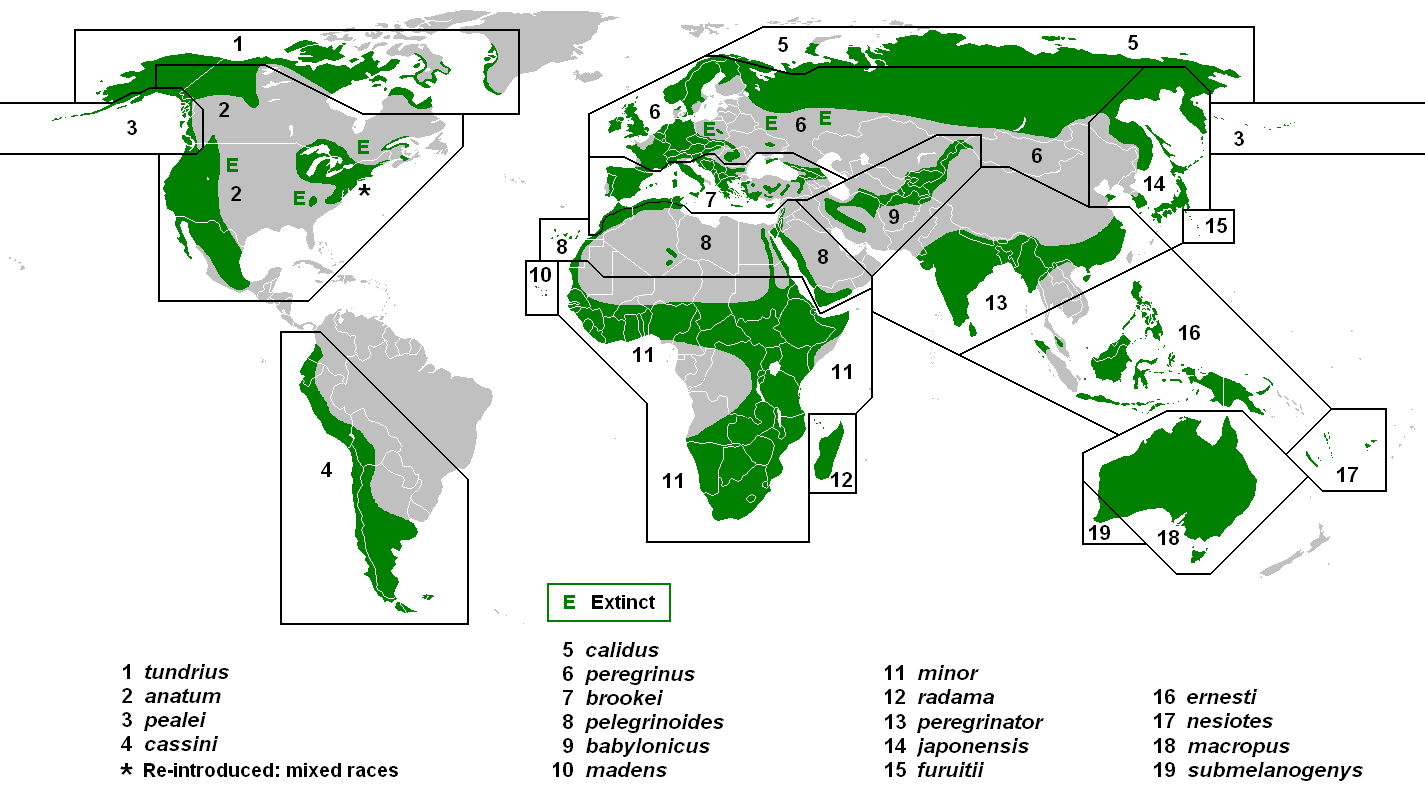
各亜種の営巣地

- Falco peregrinus anatum アメリカハヤブサ
- Falco peregrinus calidus ウスハヤブサ
- Falco peregrinus furuitii シマハヤブサ
- Falco peregrinus harterti シベリアハヤブサ
- Falco peregrinus japonensis ハヤブサ
- Falco peregrinus pealei  オオハヤブサ
- Falco peregrinus peregrinus Tunstall, 1771
- Falco peregrinus tundrius ツンドラハヤブサ - など

## 生態
ヒトが建設した高層ビル群での営巣例も確認されているものの、自然界でのハヤブサは、河川、湖沼、海岸などの周辺に生息する。
猛禽類であり、食性は動物食で、主にスズメやハト、ムクドリ、ヒヨドリなどの体重1.8キログラム以下の鳥類を食べる。ネズミや魚類やトカゲなども食べることもある。獲物となるヒヨドリやハトなど中型の鳥を見通しの良い場所で探し、足で掴んだり、蹴ったりして仕留めるほか、水面に叩きつけて捕える。水平飛行時の速度は時速100キロメートル前後、急降下時の速度は最高時速約400キロメートルにもなるとされる。
繁殖形態は卵生。巣を作らずに（人工建築物に卵を産んだり、他の鳥類の古巣を利用した例もある）、日本では3月か4月に、3個か4個の卵を断崖の窪みに産む。主にメスが抱卵し、抱卵期間は29 - 32日。雛は孵化してから35 - 42日で巣立つ。生後2年で性成熟する。

## ヒトとの関係
開発や採掘による生息地の破壊などにより生息数は少なくなっている。1993年に絶滅のおそれのある野生動植物の種の保存に関する法律施行に伴い亜種シマハヤブサと亜種ハヤブサが、日本における希少野生動植物種に指定されている。イギリスでは、太陽光発電所の太陽光パネルに糞をするカモメを追い払うために、ハヤブサを定期的に放している発電所が存在する。その一方で、現代の都市部は彼らが営巣する断崖絶壁に類似した高層ビルが多く、また獲物の小鳥やネズミなども確保できることから、高層ビルに生活圏を移して個体数を増加させつつあるとの指摘もなされている。
古来より鷹狩で用いられる鳥としても知られ、愛好する鷹匠も多い。
また、その飛行速度からしばしば速さの象徴としても扱われる。1999年に「Frightful」と名付けられたハヤブサが最高時速320キロメートルを記録し「最も速い鳥（急降下時）」としてギネス世界記録に登録された。なお、実験上の最高速度は時速398キロメートルであるとされている。また、水平飛行時における世界最速の動物は、最高時速170キロメートルのハリオアマツバメである。
- 国内希少野生動植物種
- 鳥類のレッドリスト
- F. p. furuitii　シマハヤブサ

絶滅（環境省レッドリスト）
- F. p. japonensis　ハヤブサ

絶滅危惧II類 (VU)（環境省レッドリスト）

## 画像

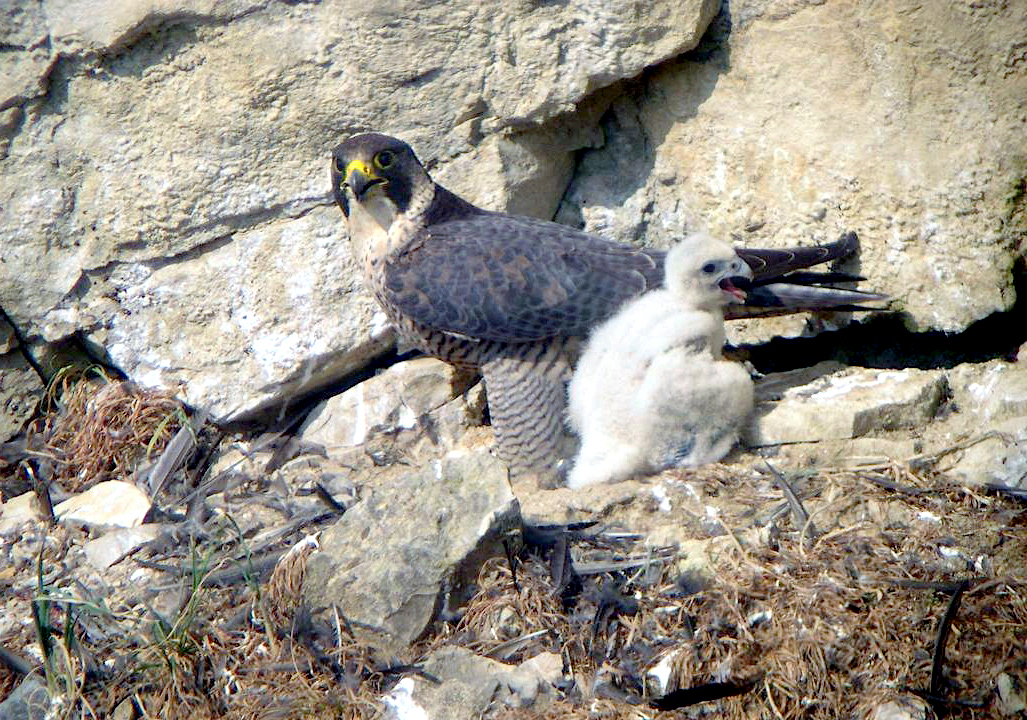
ハヤブサの親子
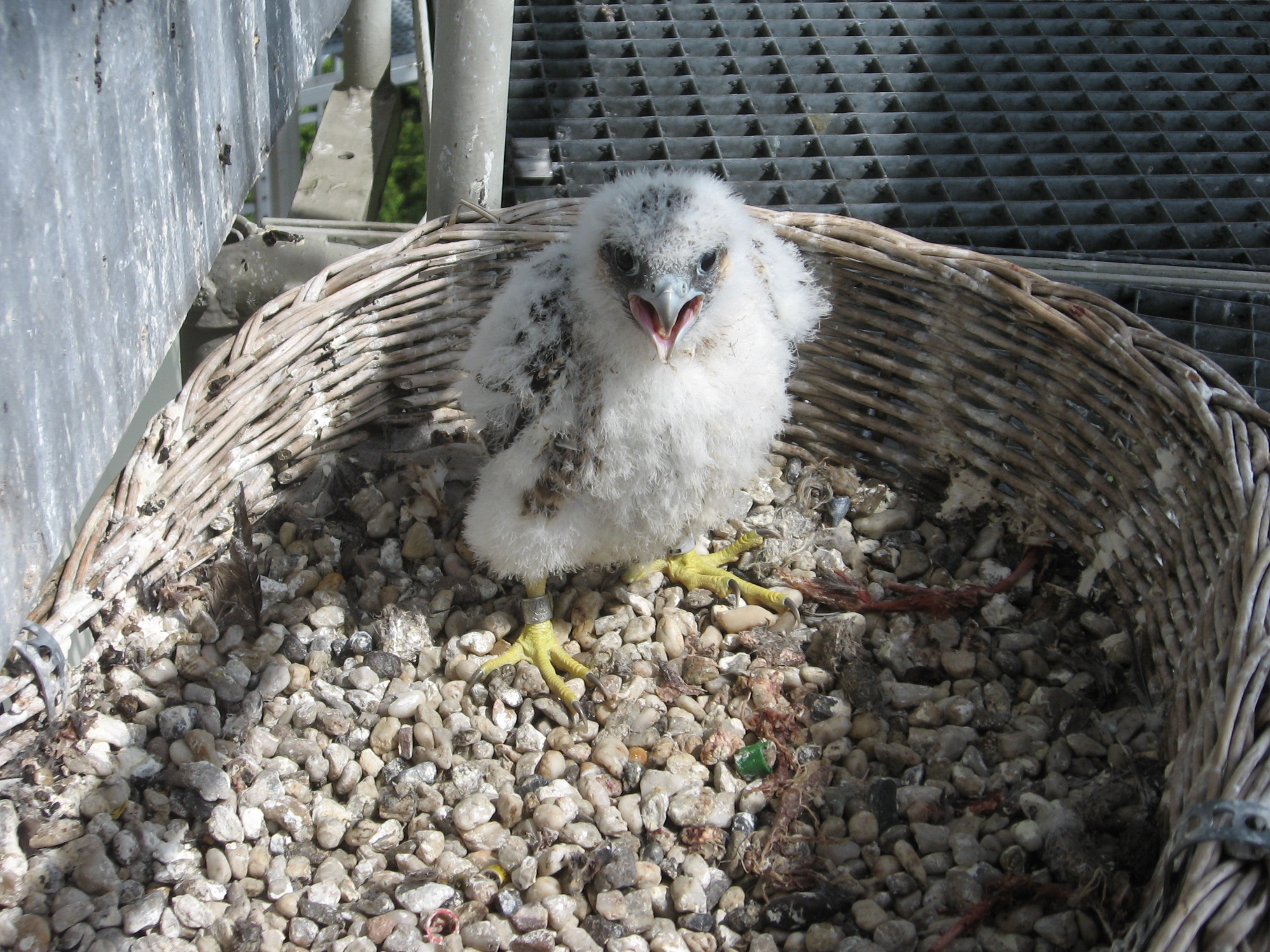
幼鳥
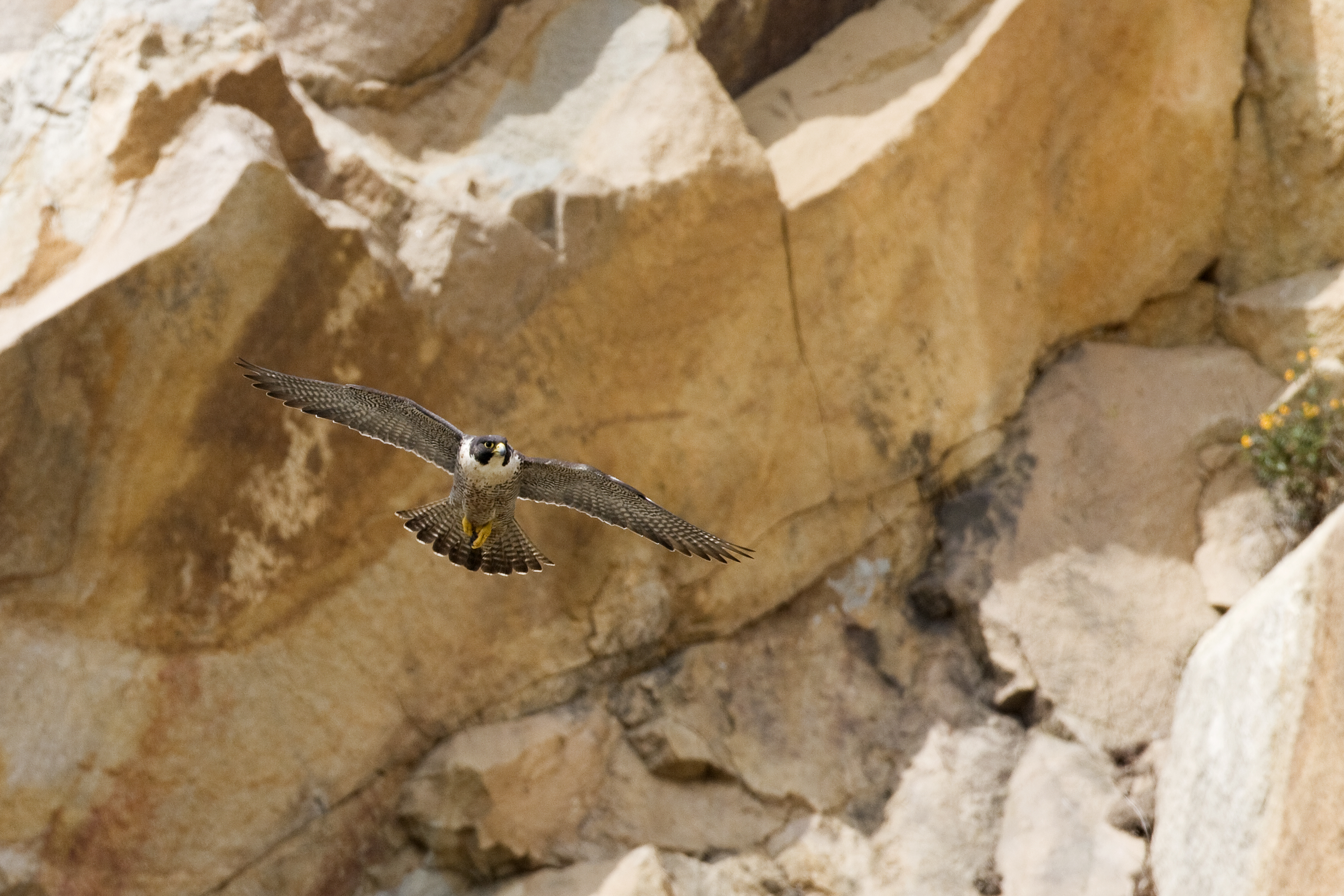
飛行するハヤブサ
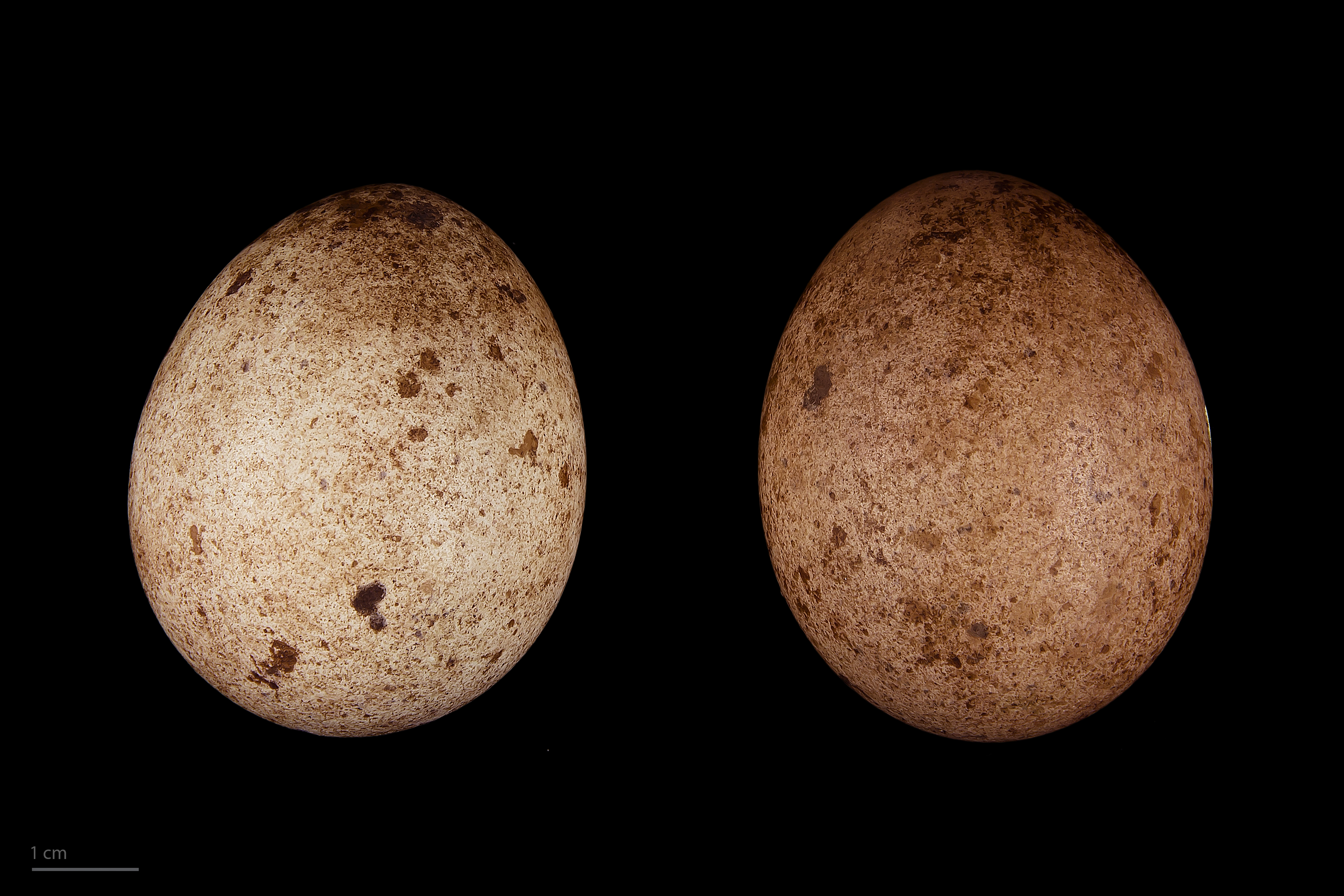
卵標本（トゥールーズ博物館蔵）
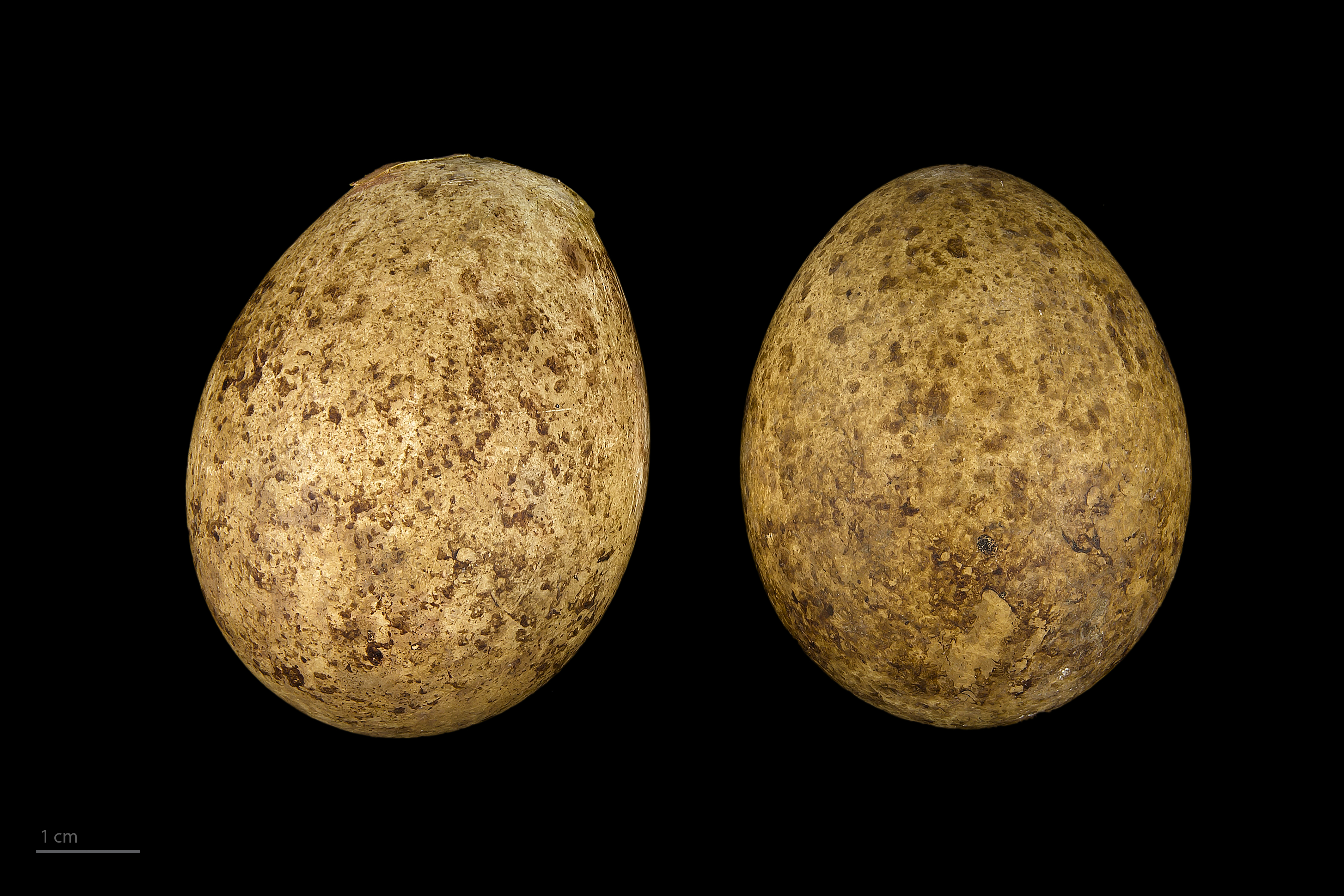
亜種F. p. madensの卵標本（トゥールーズ博物館蔵）